# Montevideo, Mexiko
Montevideo är en ort i Mexiko.   Den ligger i kommunen San Pedro el Alto och delstaten Oaxaca, i den sydöstra delen av landet, 500 km sydost om huvudstaden Mexico City. Montevideo ligger 1 780 meter över havet och antalet invånare är 141.
Terrängen runt Montevideo är kuperad åt nordväst, men åt sydost är den bergig. Terrängen runt Montevideo sluttar söderut. Runt Montevideo är det ganska glesbefolkat, med 38 invånare per kvadratkilometer. Närmaste större samhälle är San Agustín Loxicha, 11,8 km väster om Montevideo. I omgivningarna runt Montevideo växer i huvudsak städsegrön lövskog.